# Turones
Les Turones (gaulois et latin : Turoni), également connus sous les noms de Turoniens et Turons sont un peuple gaulois.
Ils occupaient la région de Touraine, dont provient le nom, plus particulièrement le département d'Indre-et-Loire, une partie du département de l'Indre et la frange nord du département de la Vienne. Leur ancien chef-lieu, sous la tutelle romaine, était Caesarodunum, aujourd’hui Tours. Leur oppidum principal avant la conquête est très certainement celui d'Amboise,, qui occupe une superficie de 50 hectares.
La Cité des Turones bénéficiait d'un statut de cité libre, comme l'atteste l'inscription visible dans les fondations de l'enceinte du Bas-Empire romain au sous-sol du musée des Beaux-Arts de Tours : « CIVITAS TURONORUM LIBERA ».

## Étymologie
L'étymologie de leur nom n'est pas assurée. Il s'agit d'un ethnonyme gaulois dérivé en -no-, au même titre que Morini (sur mor- « mer »), Santoni ou Ruteni, avec un premier élément obscur peut-être *turo- / *tullo- « fort, gonflé » et leur nom pourrait se traduire par « ceux qui sont gonflés (de colère / de fureur guerrière) ». Une autre traduction possible serait « les tournants » ou « les changeants ». De leur ethnonyme proviennent les noms actuels de la Touraine et de la ville de Tours.

## Histoire

### La difficile connaissance d’un peuple de la protohistoire
À l'instar des autres peuples gaulois, il est difficile de connaître leur histoire avant la conquête romaine, en raison de l'absence de tradition littéraire. Le cas des Turones est encore plus délicat, écrasés par l'importance historique de leurs voisins les Bituriges Cubes. Toutefois, si l'on constate qu'au Ve siècle av. J.-C., les Bituriges sont l'expression la plus occidentale de la culture halstattienne des principautés celtiques, le peuple situé sur le territoire des Turones, géographiquement situés encore plus à l'ouest, ne fait pas partie de cette aire culturelle.
Il est possible qu'ils soient ethniquement apparentés aux tribus germaines de la culture archéologique dite « Groupe de Rhin-Weser », comprenant par exemple les Tenctères ou les Chérusques. Ils s'en seraient toutefois précocement séparés au Ve siècle av. J.-C.. Il existe par ailleurs, selon Claude Ptolémée, un peuple germanique, nommé Turones (en grec : Τουρονοι), en Thuringe.
Les Turones historiques de la Gaule pourraient donc être un peuple issu du métissage entre ces migrants et le peuple celtique autochtone des bords de Loire.

### L'entrée des Turones dans l'Histoire

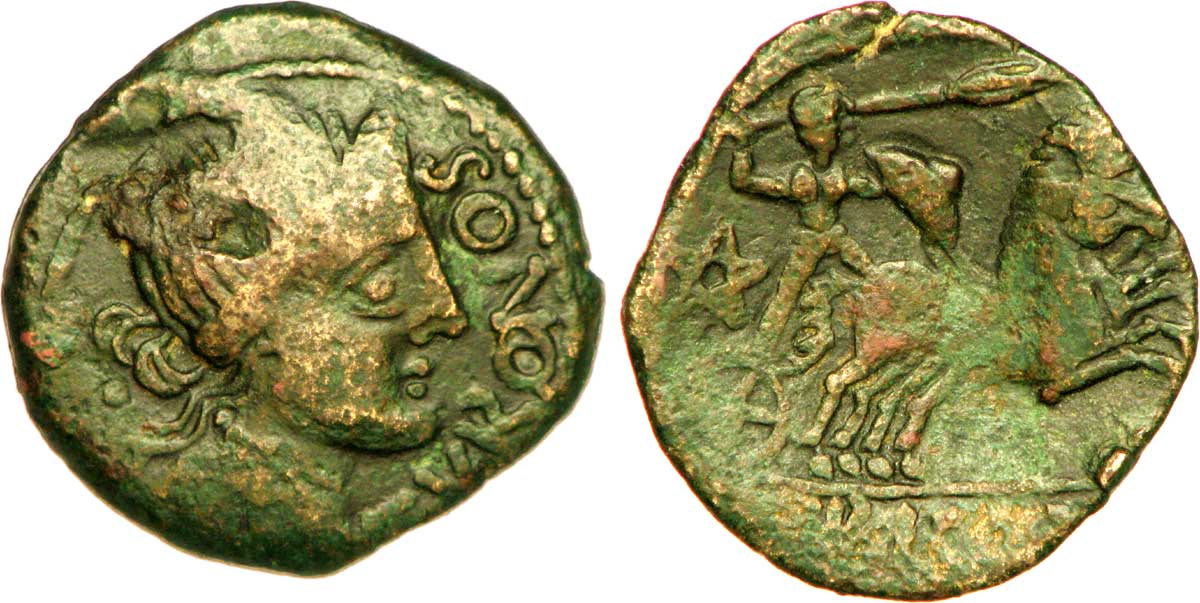
Bronze au bige frappé par les Turones. Date : 80-50 av JC

Les Turones apparaissent dans l'Histoire, comme la majorité des peuples gaulois, à l'occasion de la Guerre des Gaules, où, dès l'année 57 av. J.-C., Jules César fait prendre à ses troupes des quartiers d'hiver chez eux, en raison de leur proximité géographique avec les peuples, belges et armoricains, qu'il venait de combattre.
En 52 av. J.-C., toujours selon César, ils se révoltent dès le début de l'année et rejoignent Vercingétorix dans la rébellion. En conséquence, il est possible d'envisager leur participation au siège d'Avaricum. Lors de celui d'Alésia, ils fourniront 8 000 hommes à l'armée de secours soit autant que les Parisii, les Helvètes et les Pictons voisins. À la suite de la bataille, ils ne seront pas concernés par les mesures de clémence de César et les Turones captifs seront réduits en esclavage et déportés en Italie. Par la suite, lors de l'hiver 51-50 av. J.-C., deux légions prendront leurs quartiers au nord de leur territoire, pour verrouiller militairement les peuples de l'Armorique et décourager toutes tentations de révolte.

### Après la conquête
Strabon ne les mentionne pas dans sa Géographie. En revanche, Pline l'Ancien les cite en indiquant qu'ils sont libres et non soumis au tribut. Ceci est confirmé par l'inscription visible dans les fondations de l'enceinte du Bas-Empire romain au sous-sol du musée des Beaux-Arts de Tours : « CIVITAS TURONORUM LIBERA ».
Ils se révoltent cependant sous le règne de Tibère, en compagnie des Andécaves, en prélude à la révolte de Sacrovir. Ils seront alors vaincus militairement par l'armée romaine assistée de troupes auxiliaires gauloises, dont probablement l'Alia gallorum Indiana, la troupe du trévire Julius Indus.

## Le territoire des Turones

### Étendue et limites

Contours supposés de la cité des Turones comparés à ceux du département d'Indre-et-Loire.

Le territoire des Turones recouvre essentiellement le département d'Indre-et-Loire. Toutefois, par rapport au diocèse médiéval de Tours, lui-même issu de la civitas gallo-romaine, celui-ci semble s'être décalé vers l'ouest à la suite des remembrements de la Révolution française. C'est pourquoi de petites portions de l'Indre et de la Vienne lui sont également rapportées.
Les peuples voisins de la cité des Turones sont les Carnutes au nord-est, les Bituriges Cubes au sud-est, les Pictons au sud, les Andécaves et les Aulerques Cénomans respectivement à l'ouest et au nord.
Les frontières sont indiquées par différents marqueurs. Certains toponymes basés sur les termes latin fines ou Vastus les celtiques Randa et ses dérivés Equoranda, Camaranda et Nicoranda sont de bons indicateurs de limites de civitas. Ainsi Ingrandes-de-Touraine marque la frontière avec les Andes, Ingrandes, dans la Vienne, montre la limite avec les Pictons, à Yzeures-sur-Creuse, un toponyme Cirande confirme cette frontière sud. D'autres toponymes dérivés d'Equoranda et de Fines, permettent de placer la frontière nord du territoire des Turones à proximité de la Dême, un affluent du  Loir. L'ancienne forêt de Gastines, dont ne restent aujourd'hui que quelques massifs morcelés, marquait également cette frontière nord, entre les Turones et les Aulerques Cénomans. Le nom de la localité tourangelle Les Hermites renvoie également à une zone neutre séparant les deux civitates gauloises.
Quelques sources antiques permettent de préciser encore ce tracé. Ainsi Sulpice-Sévère, dans le livre II, de ses Dialogues, indique clairement que la limite entre les Turones et les Bituriges Cubes passe à proximité de Claudiomagus, aujourd'hui Clion dans l'Indre.

### Centres urbains
Caesarodunum : Capitale des Turones fondée après la conquête romaine (Guerre des Gaules), possiblement lors des réorganisations administratives orchestrées par Marcus Vipsanius Agrippa sous l'autorité d'Auguste vers 30 av. J.-C. Le lieu de la fondation de la ville est cependant de 180 à 130 av. J.-C. l'emplacement d'une agglomération gauloise dont l'importance ne peut être précisée. Le nom de la ville romaine se traduit par « la forteresse de César », « César » désignant soit le conquérant de la Gaule, soit son successeur, Auguste. La ville reprendra cependant au Bas-Empire romain le nom du peuple dont elle est le chef-lieu pour devenir finalement la ville de Tours.
L'oppidum des Châteliers : situé à Amboise, à proximité du château, sur le plateau des Châteliers. Cet oppidum est de type « éperon barré » et couvre une cinquantaine d'hectares. Pourvu de deux lignes de remparts, l'oppidum des Châteliers semble avoir été surtout occupé à partir de La Tène D2 70-30 av. J.-C.) et la période augustéenne. À la suite de la conquête romaine, la ville descend le long des rives de la Loire. Elle est alors dénommée Ambatia ou Ambacia. On ne sait pas si ce nom était également celui de l'oppidum, mais son étymologie gauloise rend ce fait probable. L'oppidum a notamment livré une statuette de 40 cm de haut représentant un personnage assis en tailleur portant un torque au cou, un second tenu à la main et un animal sur les genoux.
L'oppidum de Fondettes : également connu comme l'oppidum de Montboyau, sur la commune de Fondettes. Cette agglomération couvrait une dizaine d'hectares, défendus par un rempart de type massif. Un pont antique passait au pied de l'oppidum, au niveau de la confluence entre la Loire et la Choisille.
L'oppidum de Rochecorbon : ou « Oppidum de Château-Chevrier », du nom du plateau sur lequel se situe l'éperon barré à Rochecorbon. L'oppidum mesure 15 hectares et est défendu sur un côté par un murus gallicus précédé d'un fossé. L'inventeur du site en 1871 indique l'existence d'un castrum au sein de l'agglomération. Ceci correspond à une terrasse artificielle d'environ 1 hectare mais dont le lien avec l'oppidum n'est pas démontré.
L'oppidum des Deux-Manses : situé à Sainte-Maure-de-Touraine, le site est lui aussi du type de l'éperon barré et couvre une dizaine d'hectares. Par rapport aux autres oppidums reconnus sur le territoire des Turones, l'oppidum des Deux-Manses se démarque par son emplacement puisque c'est le seul qui ne se trouve pas sur la Loire. Cette caractéristique serait toutefois partagée si les sites de Chinon et de Betz-le-Château étaient confirmés.

### Cartes desoppidaet principaux sites du territoire turon
La carte ci-dessous recense les principaux sites d'agglomérations secondaires, mais également celui de la capitale, Amboise (puis Cæsrodunum), appartenant à la civitas turone,, :
| Les Châtelliers Montboyau Château-Chevrier les Deux Manses Châtes Fortifications de Chinon C |

Légende
- Les Châtelliers : oppidum d'Amboise.
- Montboyau : oppidum de Fondettes.
- Château-Chevrier : oppidum de Rochecorbon.
- Les Deux-Manses : oppidum de Sainte-Maure-de-Touraine.
- Les Châtes : fortifications protohistoriques retrouvées au Château de Betz ; site de la commune de Betz-le-Château.
- Fortifications de Chinon, site protohistorique mis en évidence au niveau du Château de la ville : site de la ville de Chinon.
- C : Cæsarodunum, site et capitale antique de la Touraine, actuelle ville de Tours[18],[19],[20].

Les points de couleur ocre-jaune représentent les oppida et agglomérations attestés et fouillés.
Les triangles rouges figurent les sites et/ou possibles agglomérations secondaires, insuffisamment prospectés et non-avérés,,.